# Собор Святой Анны (Лидс)
Собор Святой Анны (англ. St. Anne's Cathedral) — главный римско-католический храм города Лидса. Служит кафедрой епископа Лидса, а также действует как приходская церковь.

## Описание
Собор расположен в центре города Лидс в графстве Уэст-Йоркшир. В Лидсе нет собора англиканской церкви, т.о. собор Святой Анны является единственным кафедральным собором в городе (центр англиканской епархии расположен в Рипоне).

## История и Здание

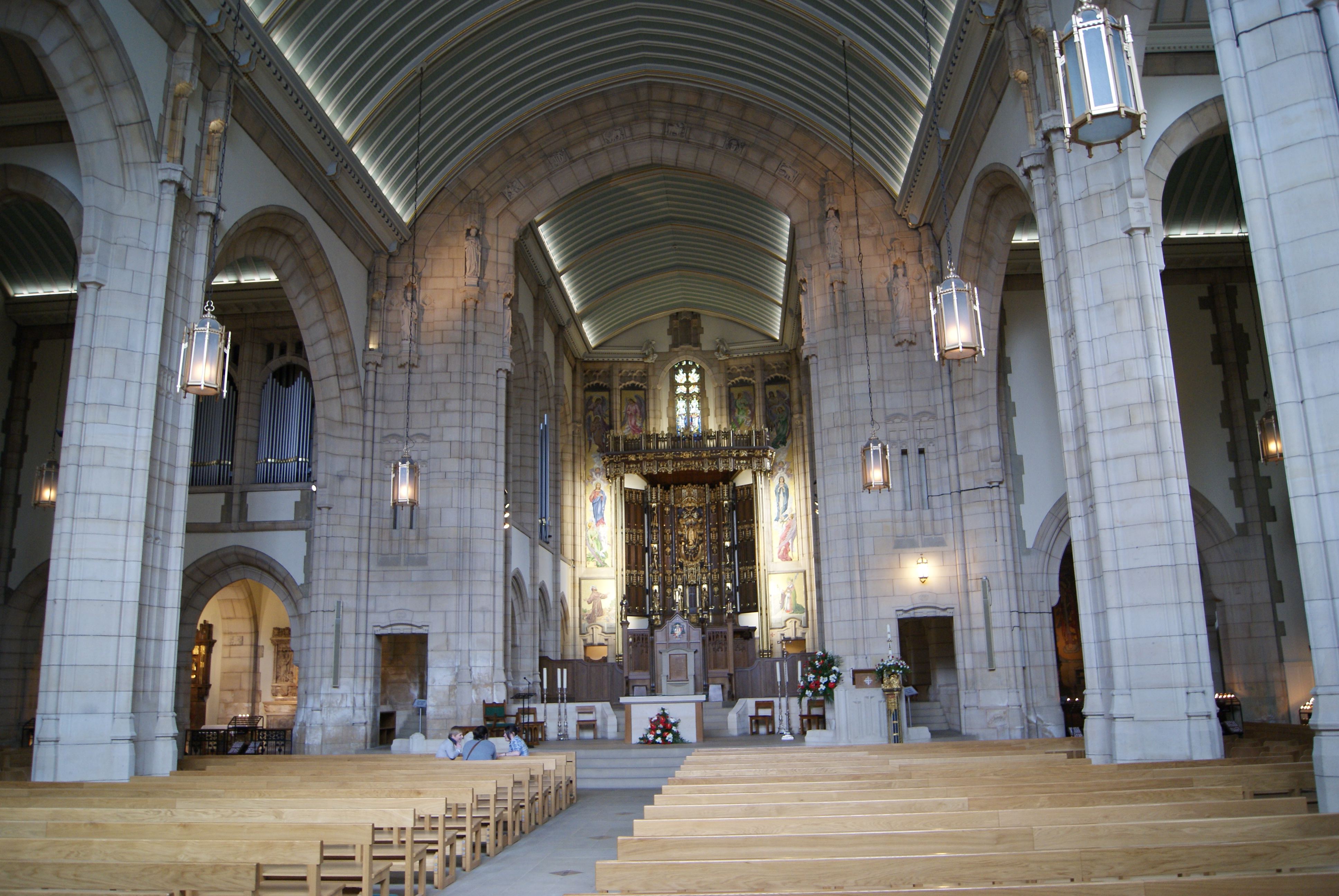
Интерьер, вид на алтарь

Современное здание собора построено на месте церкви Св. Анны в 1904 году. В 2006 году проводились масштабные реставрационные работы, в частности восстановлен уникальный орган (4 мануала 55 регистров), который молчал двадцать лет. Здание построено в неоготическом стиле из камня с деталями из известняка. Собор является охраняемым памятником архитектуры.

## Расписание
Собор является действующим. Службы проводятся ежедневно: в 8ч, 12ч и 17.30ч по будням, и в 6ч, 9.30ч, 11ч и 18ч по выходным. Настоятель собора — монсеньор Филип Моджер (англ. Rev. Mgr. Philip Moger)